# فرانک لومیس
فرانک لومیس (انگلیسی: Frank Loomis؛ ۲۲ اوت ۱۸۹۶ – ۴ آوریل ۱۹۷۱) دونده اهل ایالات متحده آمریکا بود.
وی در مسابقات کشوری و بین‌المللی در مجموع برندهٔ ۱ مدال طلا شده‌است.